# Mizque
Mizque è un comune (municipio in spagnolo) della Bolivia nella provincia di Mizque (dipartimento di Cochabamba) con 33 523 abitanti (dato 2010).

## Cantoni
Il comune è suddiviso in 6 cantoni:
- Cauta
- Mizque
- Molinero
- Taboada
- Tin Tin
- Vicho Vicho